# Galathea balssi
Galathea balssi is een tienpotigensoort uit de familie van de Galatheidae. De wetenschappelijke naam van de soort is voor het eerst geldig gepubliceerd in 1964 door Miyake & Baba.